# Montagna Longa, Pizzo Montanello
Montagna Longa, Pizzo Montanello este o arie protejată (arie specială de conservare — SAC, sit de importanță comunitară — SCI) din Italia întinsă pe o suprafață de 4.923 ha, integral pe uscat.

## Localizare
Centrul sitului Montagna Longa, Pizzo Montanello este situat la coordonatele 38°07′23″N 13°07′54″E / 38.123056°N 13.131667°E.

## Înființare
Situl Montagna Longa, Pizzo Montanello a fost declarat sit de importanță comunitară în septembrie 1995 pentru a proteja 2 specii de plante și 19 specii de animale. Situl a fost protejat și ca arie specială de conservare în martie 2017.

## Biodiversitate
Situată în ecoregiunea mediteraneană, aria protejată conține 9 habitate naturale: Peșteri inaccesibile publicului, Pante stâncoase calcaroase cu vegetație casmofită, Păduri de Quercus ilex și Quercus rotundifolia, Iazuri temporare mediteraneene, Pseudostepă cu ierburi și specii anuale de Thero-Brachypodietea, Tufărișuri termo-mediteraneene și de pre-deșert, Galerii de Salix alba și de Populus alba, Grohotișuri termofile și vest-mediteraneene, Păduri de Quercus suber.
La baza desemnării sitului se află mai multe specii protejate:
- plante (2): Dianthus rupicola, Ophrys lunulata
- păsări (19): Alectoris graeca whitakeri, fâsă-de-câmp (Anthus campestris), acvilă de munte (Aquila chrysaetos), ciocârlie-cu-degete-scurte (Calandrella brachydactyla), barză albă (Ciconia ciconia), prepeliță (Coturnix coturnix), Eudromias morinellus, șoim călător (Falco peregrinus), vânturel de seară (Falco vespertinus), rândunică (Hirundo rustica), sfrâncioc cu cap roșu (Lanius senator), ciocârlie de pădure (Lullula arborea), prigoare (Merops apiaster), gaia neagră (Milvus migrans), mierlă de piatră (Monticola saxatilis), vultur egiptean (Neophron percnopterus), ciuf-pitic (Otus scops), viespar (Pernis apivorus), Pyrrhocorax pyrrhocorax

Pe lângă speciile protejate, pe teritoriul sitului au mai fost identificate 68 de specii de plante, 2 specii de amfibieni, 3 specii de mamifere, 1 specie de nevertebrate, 3 specii de reptile.